# Смелтервил (Ајдахо)
Смелтервил (енгл. Smelterville) град је у америчкој савезној држави Ајдахо.

## Демографија
По попису из 2010. године број становника је 627, што је 24 (-3,7%) становника мање него 2000. године.
| Група             | 2000.       | 2010.       |
| Белци             | 623 (95,7%) | 574 (91,5%) |
| Афроамериканци    | 1 (0,2%)    | 3 (0,5%)    |
| Азијати           | 1 (0,2%)    | 0 (0,0%)    |
| Хиспаноамериканци | 10 (1,5%)   | 29 (4,6%)   |
| Укупно            | 651         | 627         |